# Peltophryne peltocephala
Espèce
Synonymes
- Bufo peltocephalus Tschudi, 1838

Statut de conservation UICN

 LC  : Préoccupation mineure
Peltophryne peltocephala est une espèce d'amphibiens de la famille des Bufonidae.

## Répartition
Cette espèce est endémique de Cuba. Elle se rencontre de la province de Matanzas à la province de Guantánamo sur l'île principale, dans l'archipel Sabana-Camagüey et dans l'île de la Jeunesse en dessous de 410 m d'altitude.

## Description

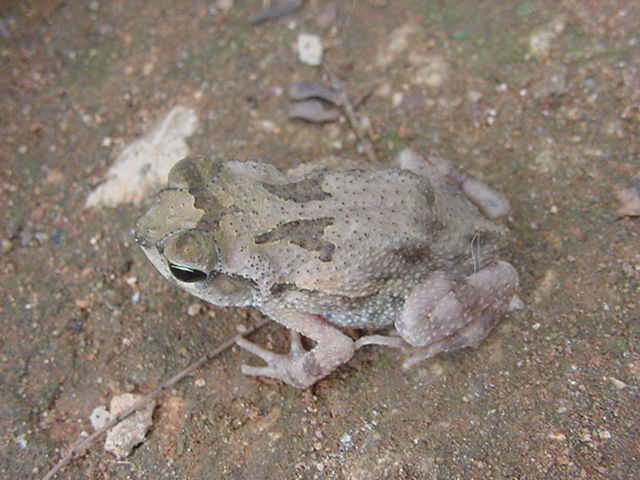
Peltophryne peltocephala

Les mâles mesurent jusqu'à 128 mm et les femelles jusqu'à 163 mm.

## Publication originale
- Tschudi, 1838 : Classification der Batrachier, mit Berucksichtigung der fossilen Thiere dieser Abtheilung der Reptilien, p. 1-99 (texte intégral).